# گوشه‌گیر ابروسفید
گوشه‌گیر ابروسفید (نام علمی: Phaethornis stuarti) نام یک گونه از سرده گوشه‌گیرمرغ‌ها است.